# Plac Tadeusza Kościuszki w Bytomiu
Plac Kościuszki (dawniej Boulevard, Kaiser-Franz-Josef-Platz, Adolf-Hitler-Platz, Plac Józefa Stalina) – plac w ścisłym centrum Bytomia.

## Historia

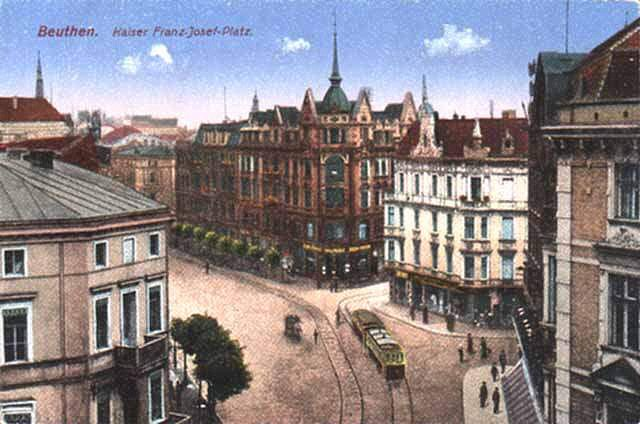
Kaiser Franz-Josef-Platz w Bytomiu, pocztówka (około 1915)

Bytomski plac Kościuszki od kilku wieków odgrywa ważną rolę w mieście. Z mapy pochodzącej z 1888 roku, wynika iż już wtedy cały ten teren był zabudowany. Przyczyną tak ważnej pozycji tego placu w Bytomiu było połączenie miasta z infrastrukturą kolejową i wybudowanie dwóch dworców w 1869 i 1872 roku. Dzięki ulicy Bahnhofstrasse (dziś ul. Dworcowa) łączącej jeden z dworców z placem przeszedł intensywne zmiany. Efektem tego były bogato zdobione, czteropiętrowe kamienice, w których znajdowały się hotele, ekskluzywne sklepy i restauracje oraz fontanna na środku placu. W 1894 roku przez plac przejechał pierwszy tramwaj parowy, a cztery lata później – elektryczny, w latach 1913–1970 przecinały go dwie nie połączone linie tramwajowe – dawnego tramwaju regionalnego i miejskiego. Do 1907 roku mieścił się tam też główny bytomski urząd pocztowy.
26 października 1972 roku rada miejska rozpisała ogólnopolski konkurs nowe zagospodarowanie śródmieścia. Według planów ówczesnej władzy, na miejscu wyburzonego kwartału budynków miał stanąć dom towarowy o powierzchni 10tys. m² i „Salon Eldomu” na 25tys. m². Pięć lat później przystąpiono do realizacji projektu. W 1979 roku zaczęto systematycznie wyburzać wszystkie 23 budynki. Wbrew opinii ekspertów, którzy stwierdzili iż kamienice przy placu Kościuszki stwarzają zagrożenie zawaleniem z powodu szkód górniczych, zabudowania placu sprawiły wiele problemów ekipie zajmującej się rozbiórką. Najwięcej kłopotów sprawiał dom handlowy, zniszczony ostatecznie za pomocą ładunków wybuchowych.
Jak się okazało, wyburzanie całego kwartału pochłonęło zbyt wiele funduszy, przez co nie wybudowano zaplanowanych budynków, a z tętniącego niegdyś życiem bulwaru zrobiono cichy skwer porośnięty trawą i drzewami.

## Czasy dzisiejsze

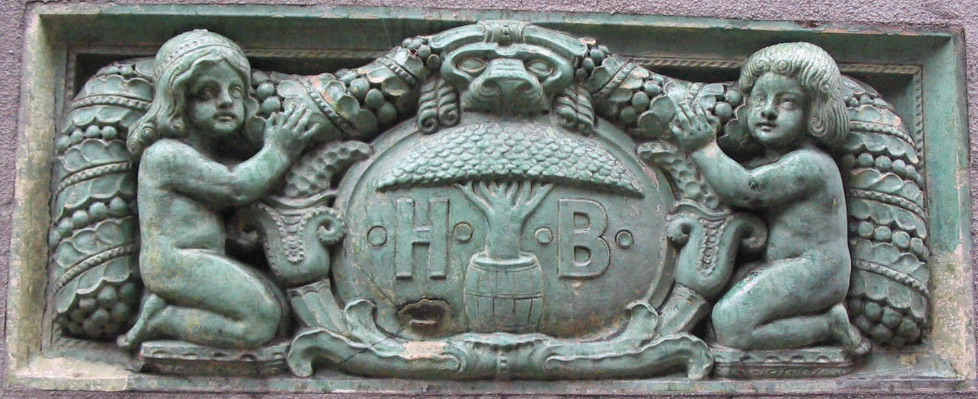
Jeden z detali z wyburzonej kamienicy przy pl. Kościuszki

Po zabytkowych zabudowaniach placu Kościuszki pozostało dziś zaledwie kilkadziesiąt detali architektonicznych, z czego 16 płyt ceramicznych i „cztery pory roku” władze Polski Ludowej przekazały Instytut „Pomnik – Centrum Zdrowia Dziecka” w Warszawie. Kolejną część można podziwiać na murach filii Muzeum Górnośląskiego przy ul. W. Korfantego 34 w Bytomiu.
W 2006 roku skwer przy placu T. Kościuszki został sprzedany za 15 milionów złotych skandynawskiej firmie Braaten+Pedersen plus Partners, która wybudowała na nim centrum handlowo-rozrywkowe Agora, mieszczące w sobie ponad sto sklepów i punktów usługowych, restauracje, centrum rozrywki, kino wielosalowe oraz salę widowiskową. Południowa ściana galerii stanowi północną pierzeję placu, tym samym przywrócone zostały jego pierwotne rozmiary sprzed wyburzeń w 1979 roku. Oddanie obiektu do użytku nastąpiło 15 listopada 2010 roku.